# Heinkel Kabine
El  Heinkel Kabine  és un automòbil micro-coupé autoportant originari d'Alemanya i produït entre els anys 1956 i 1965, tenia una gran semblança al BMW Isetta. Va ser comerciat en múltiples parts del món, fent-se molt reconegut per la seva exòtic format.

## Història
El constructor Ernst Heinkel, es dedicava a la confecció de motors per SAAB, avions i el 1952 va començar la realització de scooters. El Heinkel va ser presentat en Alemanya el 1954, usant un motor de fabricació pròpia de 174cc, un cilindre 4 temps que es feia servir en els scooters. Després de la Segona Guerra Mundial, el treball en avions es va tornar esporàdic i en veure en una exposició d'automòbils a Ginebra al BMW Isetta i inspirat en aquest, va decidir construir vehicles similars al ja esmentat petit acte italià.

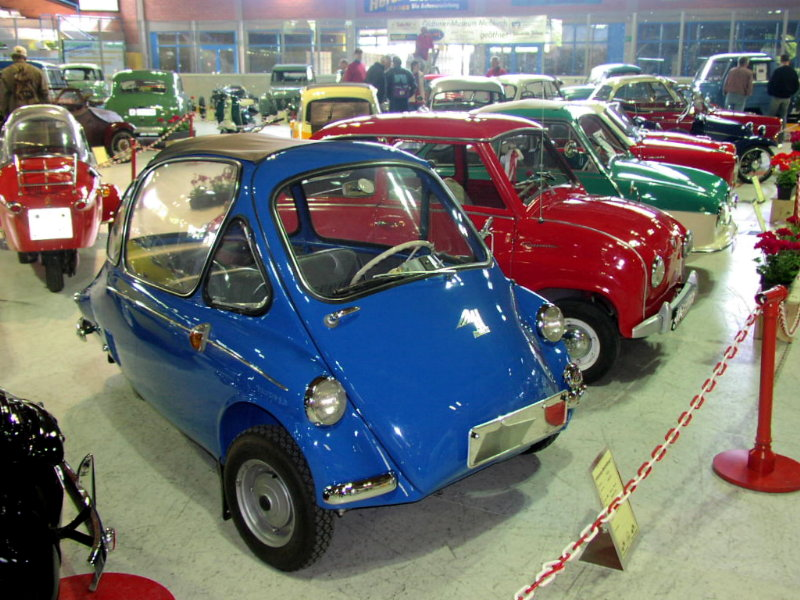
Kabine de 1957.

 BMW havia començat la fabricació del Isetta el 1953, i a mitjans de la dècada ISO Spa va vendre definitivament la llicència de fabricació. el 1955 BMW va notar que el Heinkel s'assemblava molt al seu producte i va organitzar una reunió entre Ernst Heinkel i el president de BMW: Kurt Donath. Durant la trobada Heinkel va declarar que el seu vehicle no s'assemblava en res al Isetta i que la producció d'aquest no seria plena fins a l'any 1956.
Impulsat per un motor de 200 cc. i de quatre temps, Heinkel va començar la fabricació en sèrie tal com va ser previst el 1956, tenint uns 100 kg. menys de pes que el Isetta. Complementava amb un seient davanter de dues places, amb seients ocasionals per als nens enrere. En Anglaterra es van fabricar de tres i de quatre rodes a la resta del món.
El Heinkel es va destacar per una gran porta frontal, a la qual s'accedia al seient del vehicle ia diferència del Isetta el centre del volant és estàtic quan la porta s'obre. Amb capacitat màxima de dues persones, posseeix dos fanals davanters integrats sobre els parafangs (és a dir, la carrosseria), limitant amb unes àmplies finestres.

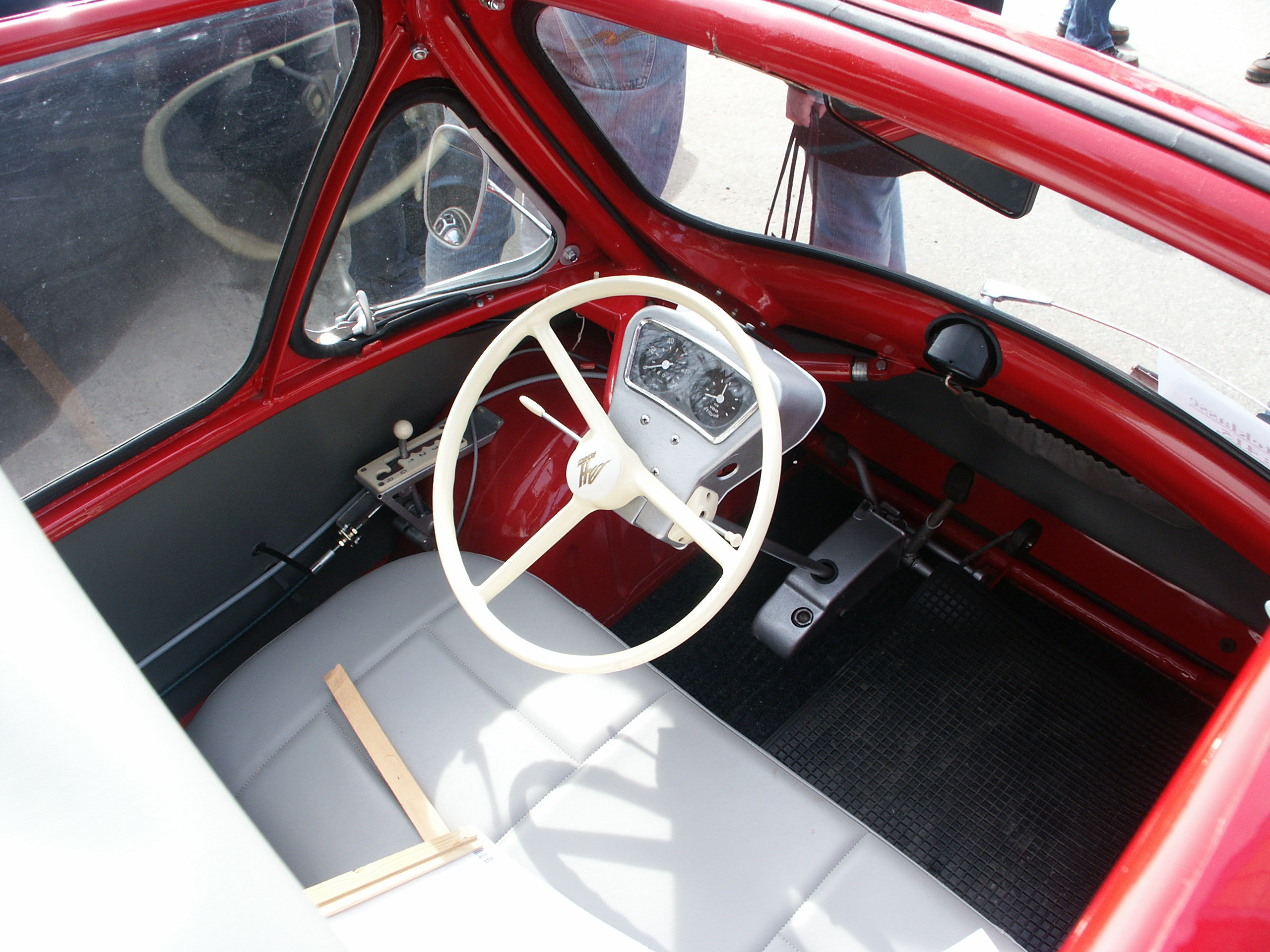
Interior de la interlocutòria.

 L'últim Heinkel de fabricació alemanya va ser produït en juny de 1958, quan Ernst Heinkel va morir. El govern d'Irlanda va començar tractes per poder fabricar el Heinkel i la producció finalment es va traslladar a Dundalk. el 1963 la planta es va traslladar a Croydon, situada en Regne Unit, on van continuar fabricant la interlocutòria, sent un dels últims estil bombolla, sota un nou nom: Trojan, i els motors encara eren fabricats a Alemanya. La construcció del degà vehicle va continuar fins a 1965 quan la competència amb Austin Mini comença a guanyar el mercat. Tot i que el Trojan es va deixar de fabricar a mitjans dels 60+, van continuar amb la compajinación de motors diversos anys més.

## A Argentina
Després d'un judici entaulat per BMW per la semblança dels vehicles, Heinkel es va veure obligat a traslladar la seva fàbrica a altres llocs del món, entre ells: Argentina.
el 1959 Heinkel experimentar la fabricació del microauto a l'Argentina, abans de vendre els drets a Irlanda. L'empresa muntada en Don Torcuato, Els Cedres SACIF, va fabricar gairebé tres mil unitats al nostre país. el 1960 van entrar al mercat les versions Pick-Up i també hi va haver convertibles i el 1963 es va produir una fusió amb Isard Argentina, trobada a Gral Pacheco, Buenos Aires.
Segons la revista Parabrises de 1961, el Heinkel estava cotitzat entre $ 105.000 i $ 120.000, i per a aquest moment portava concretades més de 100.000 vendes.

## Característiques

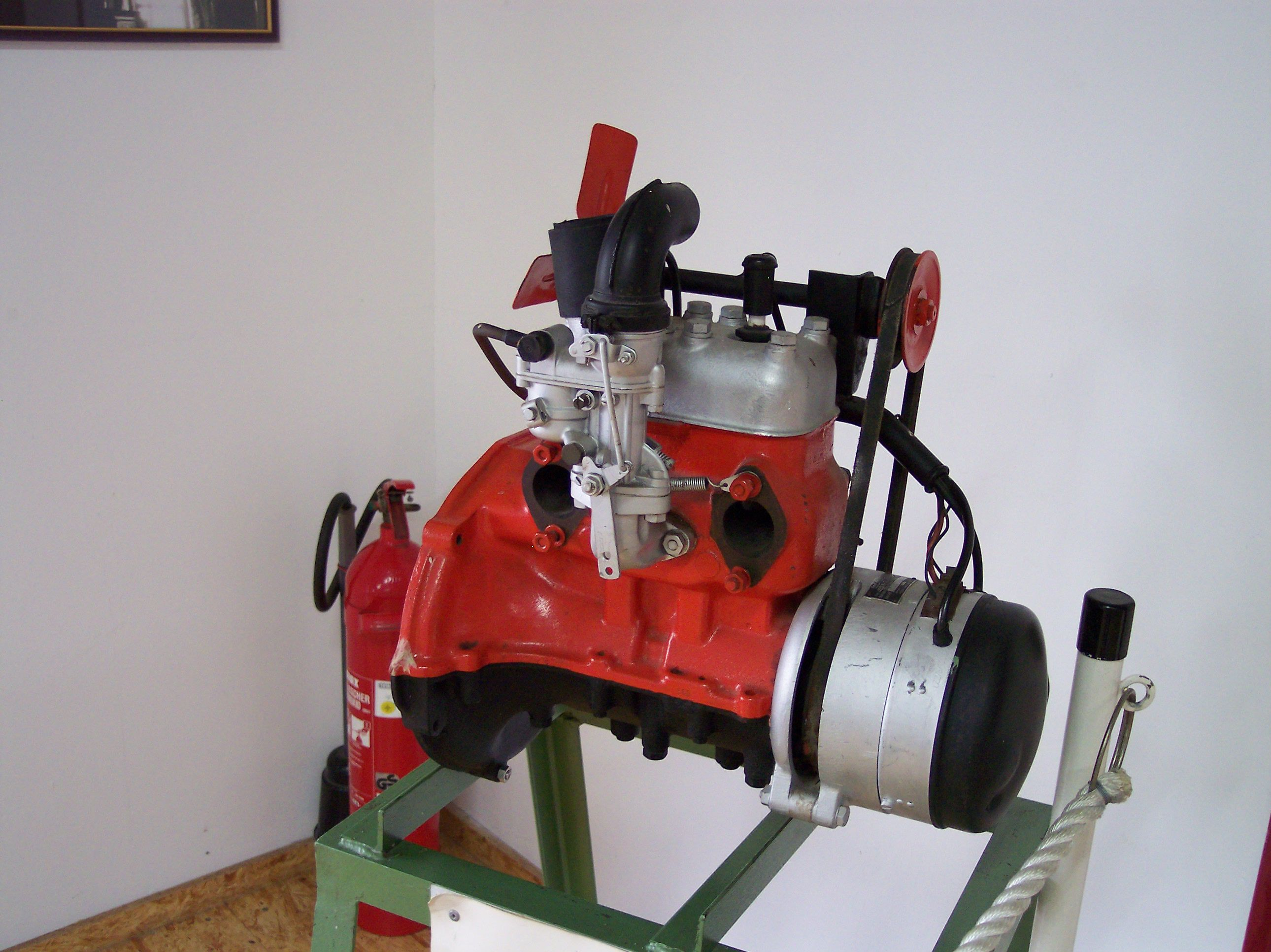
Motor d'un Heinkel.

Amb motor de la mateixa planta, té una relació de compressió de 7,5:1 i 10 CV com a potència. Entre altres detalls, posseïa un sistema de combustible Carburador Pallas 22/158, amb capacitat de 17 litres de nafta comú. El generador elèctric és el reconegut Dinamo 12 V i la tracció és posterior. A diferència de la suspensió davantera (Du Bonet), la del darrere és de braços oscil·lants.

## Xifres
Segons fonts d'informació, es van arribar a fabricar 27. 140 unitats. (11.975 - Alemanya, 6.486 - Irlanda, 2962 - Argentina, 6.179 - Anglaterra).